# Thomas Burke (författare)
Thomas Burke, född 29 november 1886, död 22 september 1945, var en brittisk författare.
Burke skildade livet i slumkvarteren i östra London i flera realistiskt skrivna noveller, varav mest kända är samlingen Limehouse nights (1916), och Whispering windows (1921).
Limehouse nights blev redan 1919 förlaga till den populära filmen Broken Blossoms.